# 云台路站
云台路站位于上海浦东新区浦东南路云台路，为上海轨道交通7号线的地下车站，于2009年12月5日启用。本站亦为直达2010年世界博览会场址的车站。

## 車站設計

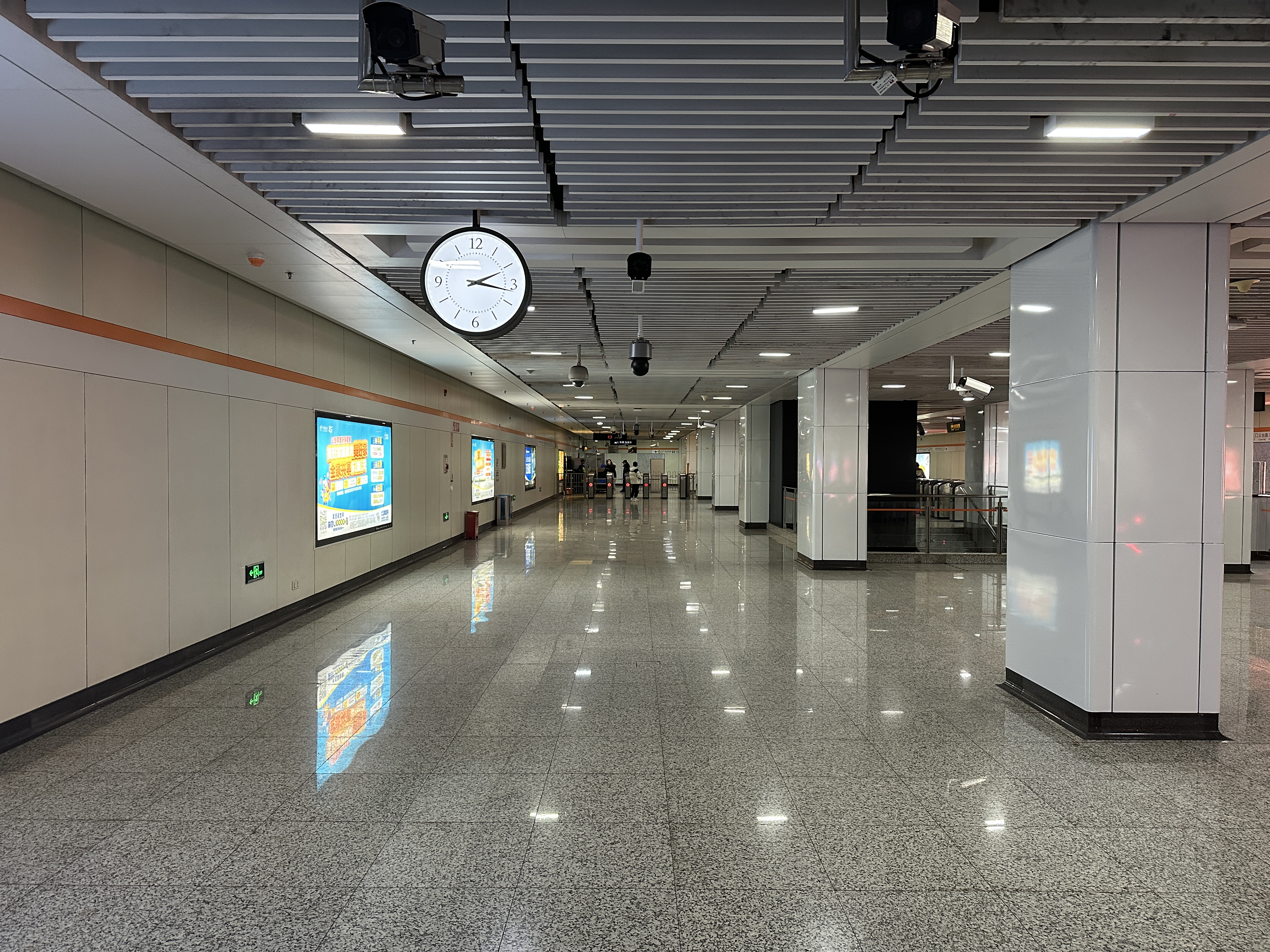
站厅

7号线车站为地下岛式站台。
| 地面层   | 出入口             | 3-6出入口                        |  |  |
| 地下一层 | 站厅               | 票务服务、自动售票机、人工服务台 |  |  |
| 地下二层 | ①站台              | █ 7号线 往美兰湖（耀华路）       |  |  |
|          | 岛式站台，左侧开门 |                                  |  |  |
|          | ②站台              | █ 7号线 往花木路（高科西路）     |  |  |

## 车站出口
云台路站目前开放4个出入口，各出入口如下所示：
| 出口编号            | 出口指示         | 照片 |
| ------------------- | ---------------- | ---- |
| 3 · 出口            | 云台路           |      |
| 4 · 出口            | 云台路，浦东南路 |      |
| 5 · 出口            | 浦东南路         |      |
| 6 · 出口 · （设有） | 浦东南路         |      |
| 图例： 设有         |                  |      |

## 公交换乘
82、119、170、314、454、576、576（区间）、610、614、638、715、734、771、785、786、787、818、818（区间）、955、974、974（区间）、978、980、981、隧道一线、隧道一线（区间）、大桥一线、南华专线、周南线、中国馆班车1线、中国馆班车2线、中国馆班车3线

## 周边
- 上海协和双语学校（浦东校区）
- 上海长途客运东站
- 沃尔玛上南店